# Ixora jucunda
Ixora jucunda är en måreväxtart som beskrevs av George Henry Kendrick Thwaites. Ixora jucunda ingår i släktet Ixora och familjen måreväxter. Inga underarter finns listade i Catalogue of Life.